# 陈春生 (1932年)
陈春生（1932年9月—1952年9月28日），别名必岩，浙江省玉环县教场头里（今坎门街道广场路）人。中华人民共和国人物。

## 生平
早年从事海洋捕捞。1949年，加入民兵组织。1952年9月28日，中国人民解放军公安第十七师五十团一营进剿鸡山岛的国军残部。陈春生随公安军参战，遭国军伏击中弹牺牲。1955年9月，经中华人民共和国中央人民政府批准为革命烈士。1959年6月，迁葬于玉环烈士陵园。